# Ирма
Ирма (нем. Irma) — женское имя древнегерманского происхождения — «справедливая». Является женской формой мужского имени Ирмин. Корень часто используется в других немецких и древнегерманских именах, таких как Irmine, Irmela, Irmgardis, Irmentraud. «Ирма» может применяться как сокращённая форма этих имён. Родственным именем также является Эмма.
Именины Ирмы отмечаются в разных странах — 19 февраля (Германия), 31 марта (Финляндия), 7 апреля (Швеция), 3 мая (Венгрия), 18 сентября (Польша), 13 октября (Латвия), 14 ноября (Словакия).

## Известные личности
- Ирма Гриво (1866—1900) — святая Римско-Католической церкви.
- Ирма Лосано (1943—2013) — мексиканская актриса.
- Ирма Грезе (1923—1945) — надзирательница нацистских лагерей смерти.
- Ирма Витовская (род. 1974) — украинская актриса театра и кино.
- Ирма Сохадзе (род. 1958) — советский и грузинский композитор, поэтесса, ведущая телевидения и певица.
- Ирма Рауш (род. 1938) — советская и российская актриса и кинорежиссёр.
- Ирма Адельман (1930—2017) — американский экономист.
- Ирма Каракис (род. 1930) — советский и украинский архитектор.
- Ирма Яунзем (1897—1975) — советско-латышская камерная певица.
- Ирма Юханссон (род. 1932) — шведская лыжница.
- Ирма Левассёр (1878—1964) — первая франко-канадская женщина-доктор и основатель больниц в Монреале и Квебеке.
- Ирма Торрес (1927—2010) — мексиканская актриса.
- Ирма Капече Минутоло (1935 ─ 2023) ─ итальянская оперная певица, актриса, педагог.
- Ирма Ниорадзе (род. 1969) — советская и грузинская балерина.

## События
Ирма — ураган, зародившийся в Атлантическом океане в 2017 г.